# Алтајски језици
Алтајски језици су претпостављена језичка макропородица која обухвата туркијске, монголске и тунгуске језике, са око 350 милиона говорника и око 66 језика.‍:73 Језици ове породице су распрострањени на простору од североисточне Азије, преко централне Азије до западне Азије и делова источне Европе. Неки лингвисти у ову породицу сврставају и јапански језик, а често и корејски. Тада се број говорника повећава на скоро 560 милиона. Део лингвиста се не слаже око постојања ове породице и тврде да постоји само алтајски језички савез. Сви језици ове групе су аглутинативни, a у већини њих је присутна и самогласничка хармонија. Понекад се алтајски језици повезују са уралским језицима у заједничку урало-алтајску породицу.
Ова хипотетичка породица језика је дуго одбацивана од стране већине компаративних лингвиста, иако је и даље подржава мала, али стабилна научна мањина. Истраживање о њиховом могућем заједничком лингвистичком пореклу инспирисало је разне компаративне студије о фолклору и митологији код Турака, Протомонгола и Тунгуса.
Алтајска породица је први пут предложена у 18. веку. Била је широко прихваћена све до 1960-их и још увек је наведен у многим енциклопедијама и приручницима. Од 1950-их, многи компаративни лингвисти су одбацили предлог, након што је утврђено да наводни сродници нису валидни, претпостављене промене звука нису пронађене, и утврђено је да се турски и монголски језици приближавају, а не разилазе током векова. Противници теорије су предлагали да су сличности последица међусобних језичких утицаја између дотичних група. Савремене присталице Алтајских језика признају да су многе заједничке карактеристике резултат контакта и конвергенције и да се стога не могу узети као доказ за генетску везу, али ипак тврде да језгро постојећих кореспонденција сеже до заједничког претка.
Првобитна хипотеза је ујединила само туркијске, монголске и тунгуске групе. Каснији предлози да се корејски и јапански језик укључе у „макро-алтајску“ породицу увек су били контроверзни. Првобитни предлог се понекад ретронимијом називао „микро-алтајским“. Већина заговорника алтајског језика и даље подржава укључивање корејског, али мањи број њих је за укључење јапанског. Неки предлози су укључивали и Аински, али то није широко прихваћено чак ни међу самим алтајцима. Заједнички праалтајски језик предака за „макро” породицу су пробно реконструисали Сергеј Старостин и други.
Микроалтајски укључује око 66 живих језика, којима би макроалтајски додао корејски, јеју, јапански и рјукјуански језик, укупно око 74 (у зависности од тога шта се сматра језиком, а шта дијалектом). Ови бројеви не укључују ранија стања језика, као што су средњомонголски, старокорејски или старојапански.

## Језици
- Туркијски језици
- Монголски језици
- Тунгуски језици
- Јапански језици (повремено укључени у алтајске језике)
- Корејски језик (повремено укључен у алтајске језике)